# Kathinka Hedwig Agerskov
Kathinka Hedwig Agerskov, auch Cathinca Hedvig (* 8. August 1859 in Flensburg; † 23. November 1890 in Frederiksberg), war eine dänische Genremalerin.

## Leben
Kathinka Hedwig war die Tochter des Kapitäns Andreas Julius Agerskov (1811–1872) und dessen Ehefrau Kathinka Elisabeth Jakobine, geb. Prahl.
Sie wurde bei dem Landschaftsmaler und -radierer Vilhelm Kyhn (1819–1903) ausgebildet und studierte in Kopenhagen bei den Malern Carl Thomsen (1847–1912) sowie Christian Thørrestrup (1823–1892).
Seit 1884 stellte sie im Schloss Charlottenborg aus, hierbei handelte es sich meistens um kleine Interieurs und Genrebilder mit wenigen Figuren. Als 1888 die mit der Kopenhagener Kunstakademie verbundene Kunstschule für Frauen ins Leben gerufen worden war, besuchte sie seit Februar/März 1889 die Vorbereitungsklasse der Schule und im Frühjahr 1890 die Modellklasse, die sie jedoch aufgrund einer Erkrankung kurz darauf wieder verlassen musste; sie verstarb noch im gleichen Jahr.
Kathinka Hedwig heiratete am 25. Juli 1889 in Frederiksberg den Arzt Ernst Carl Michael Christian Bilsted (1853–1936).

## Werke (Auswahl)
- Vor dem Schulbesuch wird die Lektion überprüft, 1884
- Die wiederholte Lektion, 1884
- Ein junges Mädchen in ihrem Haus, 1884
- Ein Mädchen aus Læsø besucht ihr mutterloses Patenkind, 1885